# ميريمة محمد
ميريمة محمد حسن (مواليد 10 يونيو 1992) عداءة مسافات طويلة إثيوبية تتنافس في سباقات الطرقات ، بما في ذلك الماراثون. أفضل توقيت لها كان 2:23:06 ساعة للمسافة مما يجعلها ثاني أسرع مراهقة على الإطلاق على مسافة 42.195 كم. فازت بسباقات الماراثون في دوسلدورف ونيس وأوتاوا. مثلت إثيوبيا في بطولة العالم للعدو الريفي IAAF في عام 2011.

## المسار المهني

### المسار المهني في الصغر
ظهرت موهبتها في الركض في سن مبكرة ، وبعد أن حصلت على تمثيل في Elite Sports Management International ، بدأت في المنافسة على حلبة سباق الطرق الأوروبية في سن السادسة عشرة. كانت المسافة 1500 متر في بطولة المسافة المتوسطة الإثيوبية لعام 2009 في يناير. تم اختيارها لتمثيل بلدها على تلك المسافة في بطولة العالم للشباب لألعاب القوى 2009 في يوليو ، ولكن رحلتها في اللفة الأخيرة جعلتها تنتقل من مقدمة المجموعة إلى المركز الثاني عشر. قطعت مسافات أطول بشكل ملحوظ بعد فترة وجيزة ، وفازت بسباق 10 كيلومترات فرنسية ثم جاءت في المركز الخامس في نصف ماراثون في سبتمبر. ظهرت لأول مرة في عدو ماراثون كامل في نوفمبر من ذلك العام وفازت في محاولتها الأولى ، حيث كانت أول عداءة في ماراثون الألب ماريتيم في زمن قدره 2:33:56 ساعة.
تم اختيار ميريمة لسباق الناشئين في بطولة العالم لاختراق الضاحية 2010 IAAF وجاءت في المركز الثاني عشر ، متخلفة عن زميلتها المراهق الإثيوبي جينزيبي ديبابا بمركز واحد. ركضت في البطولات الإثيوبية في مايو وسجلت أفضل رقم شخصي قدره 34: 10.19 دقيقة لسباق 10000 متر ، وجاءت في المركز السادس.
جاء فوزها الثاني في الماراثون بعد فترة وجيزة ، حيث هزمت كل المنافسين في ماراثون أوتاوا. أمضت أربعة أشهر في الراحة والاستعداد لسباق أخر في كندا. في ماراثون تورنتو ووترفرونت ، احتلت المركز الثالث في زمن قدره 2:23:06 ساعة - وكان هذا أسرع من توقيت الوافدين الكنديين السابقين وجعلتها ثاني أسرع مراهقة على الإطلاق ، بعد الصينية تشانغ ينغ ينغ. [ 8] [9] مثلت فريق السجون الفيدرالية ، وشاركت في بطولة 30 ألف الإثيوبي في نوفمبر و هزمت ماميتو داسكا لتفوز باللقب الوطني. في نصف ماراثون دلهي في ذلك الشهر ، قادت طوال السباق ، لكنها تعرضت هزيمة على خط النهاية من قبل أسيليفيتش ميرجيا في نهاية سباق تكتيكي. ومع ذلك ، فقد غادرت المنافسة مع أفضل أداء شخصي لها وهو 1:08:36 ساعة عن المسافة.